# Langenbach (Bayern)
Langenbach er en kommune i i Landkreis Freising Regierungsbezirk Oberbayern i den tyske delstat Bayern.
Kommunen ligger mellem Marzling og Moosburg. Ud over Langenbach er der disse landsbyer og bebyggelser: Amperhof, Asenkofen, Großenviecht, Kleinviecht, Niederhummel, Oberbach, Oberhummel, Oftlfing, Rast, Schmidhausen og Windham.